# Elman Huseynov
Elman Huseynov (in azero Elman Süleyman oğlu Hüseynov; Distretto di Tərtər, 28 febbraio 1952 – Distretto di Tərtər, 14 gennaio 1993) è stato un militare, ingegnere e funzionario azero, eroe nazionale dell’Azerbaigian di origini turche-mescheti, nonché combattente della prima guerra del Nagorno Karabakh.

## Biografia
Figlio di Suleyman, nacque il 28 febbraio 1952 nel villaggio di Azad Garagoyunlu nel distretto di Tartar. Tra il 1958 ed il 1968, ha frequentato la scuola secondaria nel villaggio di Azad Garagoyunlu. Nel 1968 si è iscritto alla facoltà di gestione del paesaggio, in alcune facoltà viene definita con il termine meliorazione, presso l'Istituto Statale Politecnico dell’Azerbaigian e nel 1973 si è laureato in ingegneria. Tra il 1973 ed il 1975 ha servito nell'esercito come tenente nella località di Akhalkalaki, in Georgia.
Tra il 1980 ed il 982 ha studiato presso la Scuola del Partito Superiore di Baku. Tra il 1982 ed il 1985 ha lavorato come il presidente del Comitato di controllo pubblico della regione di Tartar, tra il 1985 ed il 1988 come primo vicepresidente del Comitato esecutivo dei deputati del popolo, tra il 1988 ed il 1990 come il capo del dipartimento delle operazioni di energia idroelettrica di Tartarchay e poi come istruttore del comitato del partito della regione. È stato più volte eletto membro del consiglio distrettuale. Si è laureato con lode presso l’Istituto di amministrazione pubblica presso il gabinetto dei ministri.
Nel 1991, rappresentava ancora un'alta carica pubblica, quando fece volontariamente appello al Ministero della Difesa per istituire un gruppo per la protezione del distretto di Tartar: nel settembre 1991 fu nominato capo del quartier generale di autodifesa del distretto di Tartar e nel novembre 1991 fu nominato comandante del battaglione territoriale del distretto di Tartar. Partecipò attivamente alla liberazione di Aghdere e degli insediamenti circostanti. Grazie alle operazioni militari condotte sotto la sua guida, molte forze armate e attrezzature armene vennero distrutte.
Fu ferito due volte in battaglia. Il 14 gennaio 1993 morì in una battaglia per la difesa di Vəng. Era sposato. Ha avuto tre figli. Il 15 gennaio 1995 con il decreto del Presidente della Repubblica è stato insignito del titolo di “Eroe Nazionale dell’Azerbaigian”. Fu sepolto nel villaggio di Garaqoyunlu nel distretto di Tartar. Vennero inoltre intitolata a suo nome una via, costruito un busto e intitolato un museo.